# Filthy Christians
Filthy Christians est un groupe suédois de grindcore et thrash metal, originaire de Falun, en Dalécarlie. Le groupe est désormais défunt.

## Biographie
Filthy Christians est formé en 1985 à Falun, en Dalécarlie. En 1986, ils publient le flexidisc Never Healed. En 1988, ils effectuent et enregistrent un split intitulé Fri som en fågel… / Filthy Christians avec G-Anx, publié au label GoreCore. En 1989, Filthy Christians participe avec le titre Extremely Bad Breath, en compagnie de groupes d’importante renommée dans le grindcore, tels que Napalm Death, Repulsion, Carcass, Naked City, Terrorizer, et Godflesh, à la compilation LP Grindcrusher publiée par Earache Records. Elle est rééditée en 1991 en CD avec 14 titres supplémentaires, notamment de Nocturnus, Entombed, et Napalm Death.
En avril 1990, le groupe publie son premier album studio, Mean, au label Earache Records. En 1992, ils publient une démo, puis en 1994, l'EP Nailed. Le groupe ne montrera plus signe d'activité par la suite.

## Style musical
L’extrême violence de sa musique associée à des paroles politisées dans le style grunt (grognements et hurlements de gorge) fait de ce groupe un des pionniers du grindcore. Il est d’ailleurs très vite repéré par le label britannique Earache, spécialiste de ce style, qui lui permit d’enregistrer Mean et de bénéficier d’une distribution internationale . (Sur le site de ce label on peut lire à propos du 1er enregistrement de ce groupe, sorti sur un label suédois : : « à l’instar de DRI, Deep Wound, Siege, etc, un des plus importants enregistrements dans l’évolution du hardcore ultra rapide vers ce qui devint le grindcore »). En 1988, le groupe se produisit avec Napalm Death pour une tournée en Scandinavie. La même année, une télévision suédoise diffusa un reportage sur le métal extrême et on put y voir et entendre Filthy Christians.
À propos des paroles (cf. livret du CD Mean) : les sujets abordés sont d’orientation anarchiste  I hate all politicians, they lie (je hais les politiciens, ils mentent) et traitent de sujets comme le machisme, la liberté, le refus de la religion, l’alcoolisme qui asservit et détruit tout espoir révolutionnaire, sans pour autant se prendre au sérieux (cf. Zombie Holocaust pour lequel le groupe conseille d’inventer ses propres paroles, car les siennes sont perdues).

## Membres
- Per Thunnell - chant
- Daniel Hammare - guitare
- Ola Strålin - batterie
- Patrick Forsberg - guitare
- Greger Bennstrøm - basse

Cette formation est la plus connue, celle de l’album Mean. D’autres musiciens ont joué au sein de Filthy Christians.

## Discographie
- 1986 : In Bengt We Trust (flexidisc)
- 1988 : Fri som en fågel… / Filthy Christians (split)
- 1990 : Mean
- 1992 : Demo 1992 (démo)
- 1994 : Nailed (EP)